# MG-11
Maschinengewehr Modell 1911 або  MG-11 — швейцарський великокаліберний кулемет, представлений перед і під час Першої світової війни. MG-11 походить від німецького кулемета MG 08.

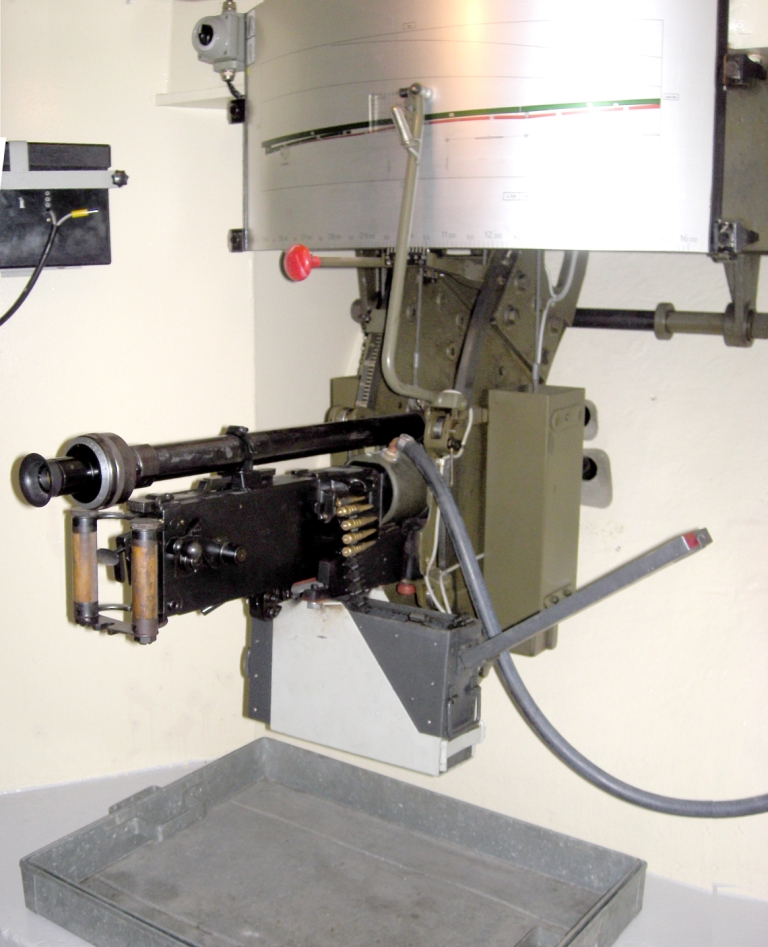
Mg 11 у фортечній установці

## Історія
MG-11 було створено на базі кулемета Максима з рідинним охолодженням, який був розроблений винахідником Гайремом Стівенсом Максимом у 1885. MG-11 став останньою серією швейцарських розробок на основі кулемета Максима.

### 7,5мм Maschinengewehr Modell 1894 (MG-94)

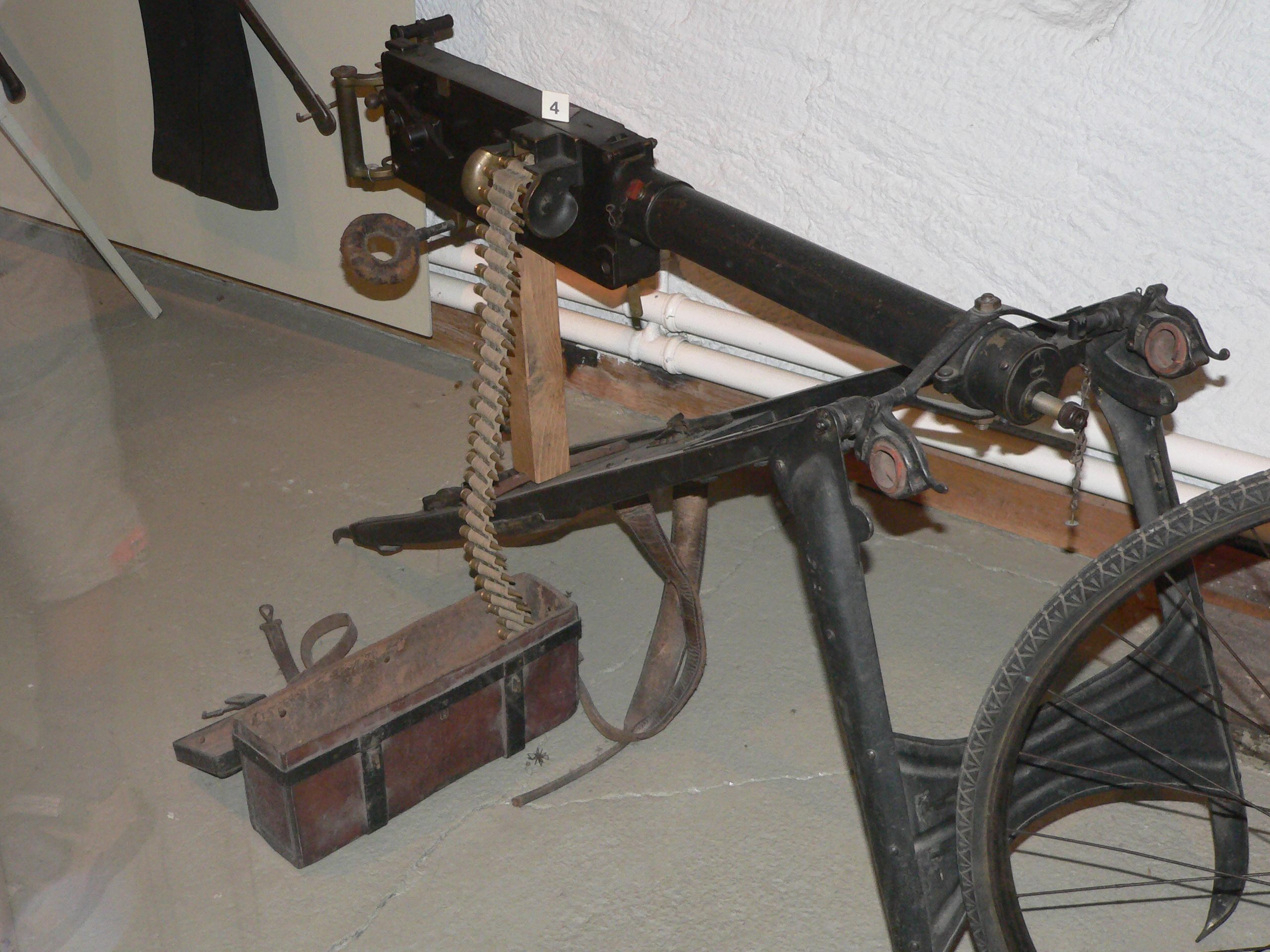
Maschinengewehr Modell 1894 на лафеті.

У період з 1891 по 1894 Швейцарія закупила 72 кулемети під назвою MG-94, у «Maxim Nordenfelt», Лондон та у «Deutsche Waffen und Munitionsfabriken» (DWM), Берлін. Ця зброя надійшла до фортець та гірських військ і використовувалася до 1944 як запасна у Територіальних батальйонах. MG-94 монтувався на лафеті і для стрільби з нього стрільцю доводилося стояти на колінах. З обох боків затворної коробки було розташовано два шкіряних ремені, які допомагали керувати кулеметом за допомогою ніг стрільця. Кулемет MG-94 мав калібр 7,5x53,5 мм GP 90 і пізніше був перероблений під більш потужний набій 7,5x55 мм GP 11. З шести кулеметів MG-94 було знято кожухи охолодження, що зробило кулемет легшим і дало змогу використовувати його на літаках. Ці шість MG-94 повітряного охолодження перебували на службі до 1944.

### 7,5ммMaschinengewehr Modell 1900 (MG-00)

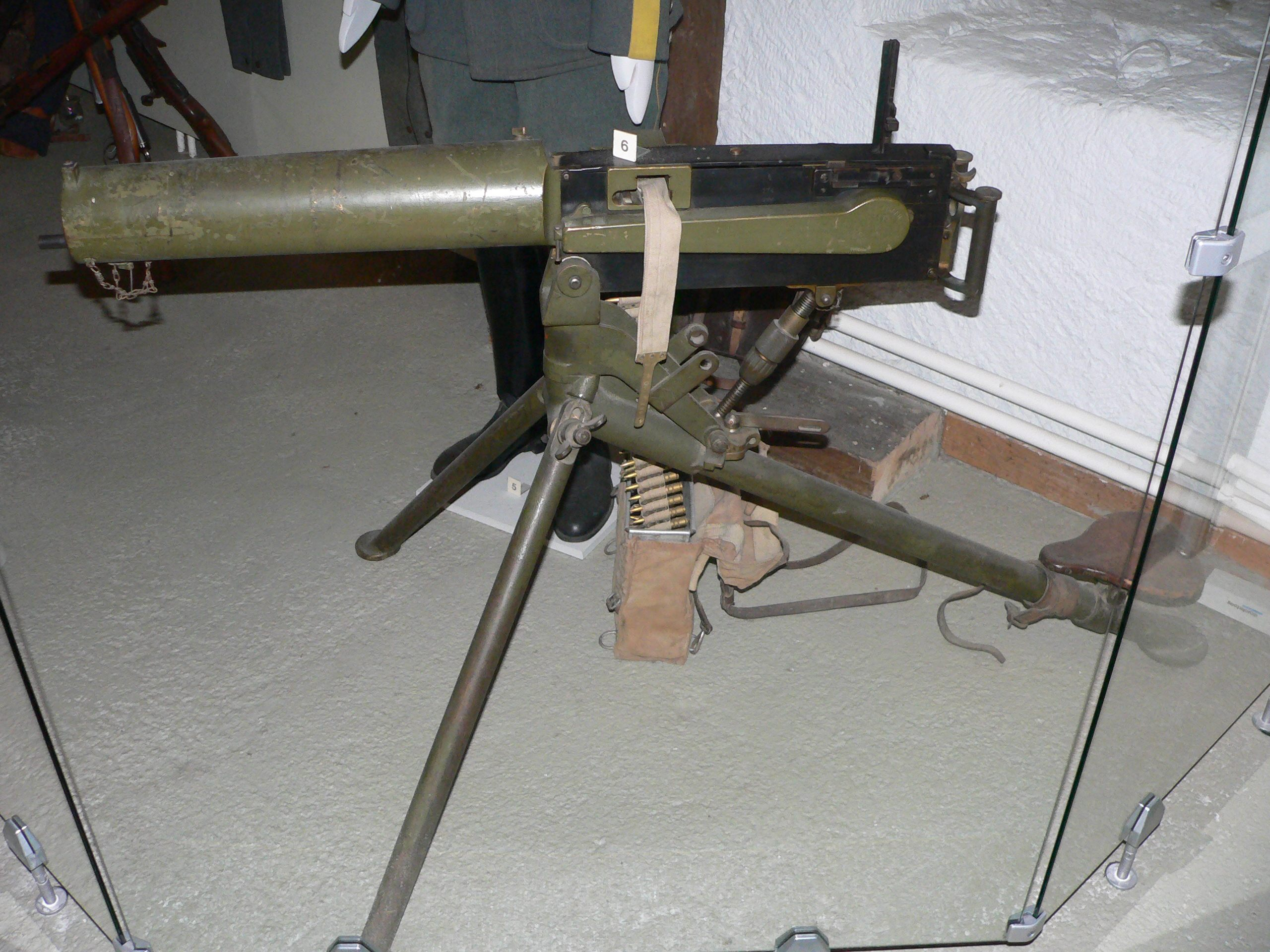
Maschinengewehr Modell 1900 на тринозі.

У 1899 Швейцарія закупила 69 кулеметів під назвою MG-00, у компанії «Vickers, Sons & Maxim» у Лондоні. Ці кулемети були розроблені для використання у кавалерії, кріпилися до сідла штативом або мали триногу з сидінням для стрільця. Кулемет MG-00 мав калібр 7,5x53,5 мм GP 90 і пізніше був перероблений під набій 7,5x55 мм GP 11.

### 7,5mm Maschinengewehr Modell 1911 (MG-11)
Спочатку MG-11 було закуплено у DWM Берлін. З припиненням поставок з Німеччини під час Першої світової війни, виробництво кулемета MG-11 у 1915 розпочала компанія Eidgenössischen Waffenfabrik W+F (спільна збройна фабрика W+F) Берн.
MG-11 мав водяне охолодження і триногу. Калібр становив 7,5x55 мм GP 11. Кулемет використовували у піхоті, кавалерії, а також у фортецях, танках та літаках. У фортечних моделях використовували оптичний приціл і захисний екран.

#### Програма модернізації 1934/1935
У 1934 та 1935 роках кулемет MG-11 було перероблено для використання сучасних металевих стрічок, які почали заміняти застарілі тканинні стрічки оригінальних кулеметів Максима. Також на дулі з'явився полум'ягасник. Було введено новий ударно-спусковий механізм, що дозволило керувати кулеметом однією рукою, а також було додано набір для ведення зенітного вогню. Модернізовані кулемети MG-11 мали білу смугу на кожусі.
На початку 1950-х MG-11 був замінений 7,5 мм Maschinengewehr Modell 1957 (MG-51) з повітряним охолодженням, який став єдиним кулеметом. Заміна закінчилася у 1980-х.

## Варіанти
- MG 94 на лафеті;
- MG 00 на тринозі, з простим монтажем;
- MG 11 стандартна версія часів Першої світової війни;
- MG 11 (переробки 1934/1935).